# 谷地克文
谷地 克文（やち かつふみ、1986年10月7日 - ）は、日本の男性声優。岩手県出身。

## 略歴
アトミックモンキー声優・演技研究所第4期卒業。高校卒業後、上京するためにアルバイトをして資金を溜め、アトミックモンキーの研究所の面接を受け、入所する。
2024年7月31日、同日付でアトミックモンキーを退所、フリーで活動することが発表された。

## 人物
声優になろうと思ったきっかけは中学生の頃に『デジモンアドベンチャー』に夢中になっていたことから。友人から『デジモンアドベンチャー02』の声優がラジオをやっていると聞き、初めてラジオを聴いたときに声優という職業があることを知ったという。色々な声優のラジオ番組を聴くようになったことから声優を目指す。聞いていたラジオ番組の声優に高橋直純、小森まなみ、水谷優子、林原めぐみ、小野坂昌也、伊福部崇と鷲崎健によるポアロをそれぞれ挙げている。
中学1年生の頃は『ダウンタウンのごっつええ感じ』や『とんねるずのみなさんのおかげです』といったお笑い番組を見ていたことからお笑い芸人を目指していたという。
自身が演じ広く知られるようになった『アイ★チュウ』の海部子規役については、「地元の後輩と喋っているような感覚」と語っている。

## 出演
太字はメインキャラクター。

### テレビアニメ
2012年
- ソードアート・オンライン（応援部隊）
- 新世界より

2013年
- サムライフラメンコ（男性E、リーダー）

2018年
- 東京喰種トーキョーグール:re（大芝亮汰）

2019年
- 新幹線変形ロボ シンカリオン（担任の先生）
- 進撃の巨人（調査兵）

2021年
- アイ★チュウ（海部子規）

2025年
- ざつ旅-That's Journey-（支配人）

### 劇場アニメ
- すずめの戸締まり（2022年）

### ゲーム
2014年
- 戦国X（織田信長）
- 海賊ファンタジア（ポリグラフ 他）
- 戦場のウエディング（雷の四天王 ベルナルト 他）
- マジョリカ・ファミリア（魔法書修復家アッシジ 他）

2015年
- アイ★チュウ（海部子規）

2016年
- Ragnarok〜ヴァルハラサーガ（スルーズゲルミル）
- 幻獣契約クリプトラクト（リンダ・サンダルフォン）

2019年
- IDOL FANTASY - アイドルファンタジー -（乙骨祈夜）
- 幻獣契約クリプトラクト（[闇]サンダルフォン）

### ドラマCD
- ぺろぺろ男子 Bitter White Day（蜂巣蜜雄）

### 舞台
- Lunatic Syndrome～Special～（2013年7月27日、横浜市開港記念会館）[12]

## ディスコグラフィ

### キャラクターソング
| 発売日         | 商品名                        | 歌         | 楽曲                                                    | 備考                                          |
| -------------- | ----------------------------- | ---------- | ------------------------------------------------------- | --------------------------------------------- |
| 2016年3月23日  | soleil                        | ArS        | 「手を伸ばせ！」 「ちょっとまってよ Give me a break！」 | ゲーム『アイ★チュウ』関連曲                   |
| 2016年8月24日  | アイ★チュウ creation 03.ArS   | ArS        | 「We are I★CHU!」 「Here we go!!」                      | ゲーム『アイ★チュウ』関連曲                   |
| 2019年3月20日  | アイ★チュウ BEST ALBUM アイ盤 | ArS        | 「なんてったってNo.1」                                  | ゲーム『アイ★チュウ』関連曲                   |
| 2020年12月23日 | OUVERTURE                     | ArS        | 「Dance All Right!!!」                                  | ゲーム『アイ★チュウ Étoile Stage』関連曲      |
| 2021年2月24日  | 一番星                        | アイチュウ | 「一番星の歌〜未来のレジェンド伝説〜」                  | テレビアニメ『アイ★チュウ』オープニングテーマ |

### ユニットメンバー
1. ↑  日下部虎彦（ロア健治）、桃井恭介（花倉洸幸）、鳶倉アキヲ（田丸篤志）、海部子規（谷地克文）、折原輝（松岡禎丞）、若王子楽（平川大輔）
2. ↑  日下部虎彦（生田鷹司）、桃井恭介（花倉洸幸）、鳶倉アキヲ（田丸篤志）、海部子規（谷地克文）、折原輝（松岡禎丞）、若王子楽（平川大輔）
3. ↑  愛童星夜（KENN）、湊奏多（井口祐一）、御剣晃（豊永利行）、枢木皐月（森久保祥太郎）、枢木睦月（近藤隆）、ノア（花江夏樹）、ラビ（中西尚也）、黎朝陽（榎木淳弥）、レオン（増田俊樹）、リュカ（梅原裕一郎）、日下部虎彦（生田鷹司）、桃井恭介（花倉洸幸）、鳶倉アキヲ（田丸篤志）、海部子規（谷地克文）、折原輝（松岡禎丞）、若王子楽（平川大輔）、華房心（村瀬歩）、神楽坂ルナ（天﨑滉平）、及川桃助（山本和臣）、轟一誠（前野智昭）、赤羽根双海（内田雄馬）、三千院鷹通（白井悠介）、鮮血の帝王（下野紘）、死と時の番人（柿原徹也）、罪人の道化師（下妻由幸）、竜胆椿（小野友樹）、朴木十夜（峰岸佳）、斑尾巽（斉藤壮馬）、杜若葵（木村良平）